# En dépit des étoiles
En dépit des étoiles est un roman de Michel Quint publié en 2013 aux Editions Héloïse d'Ormesson

## Résumé
À Lille, Jules, 32 ans, voit Lisa, 25 ans, sœur de Sébastien, footballeur de 19 ans, afficher des avis de recherche pour Seb, disparu. Il l'aide les jours suivants. Son corps est retrouvé dans la Deule avec 3g d'alcool dans le sang. Plusieurs jours après, Gilda, footballeur, ami de Seb, y est aussi trouvé. Puis Emma, cousine de Jules.